# Київське плато

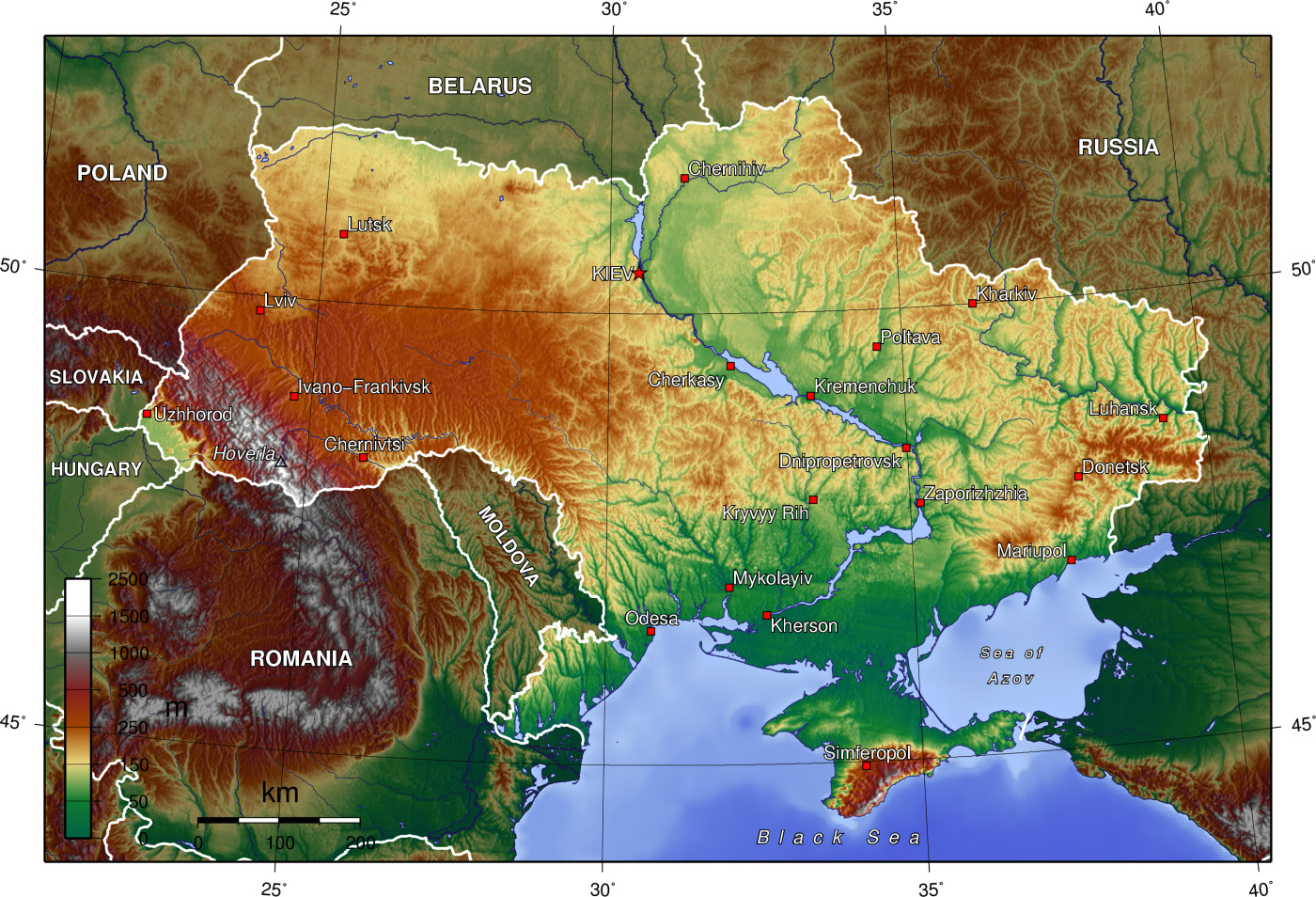
Фізична карта України

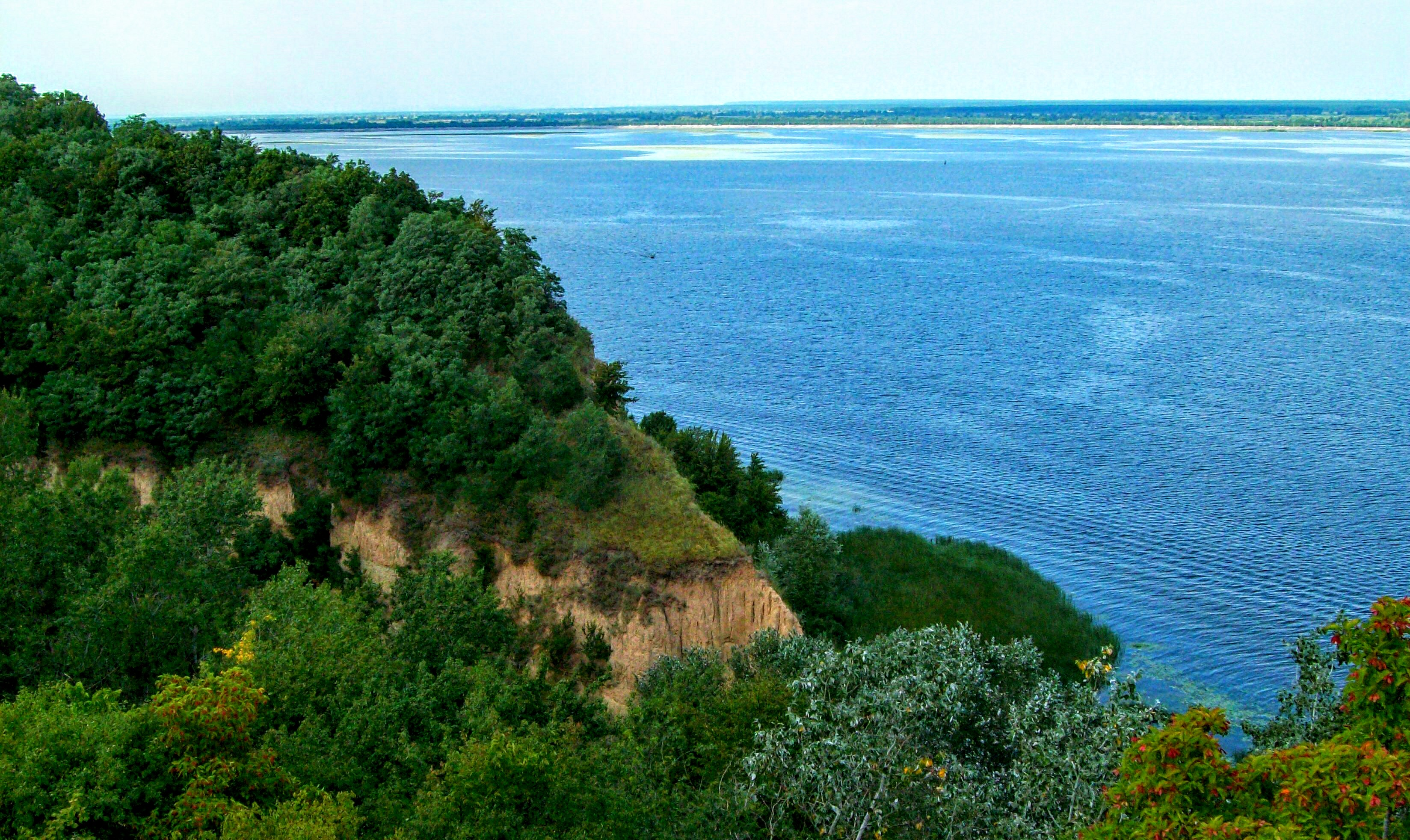
Правий берег Дніпра біля селища Витачів Київської області

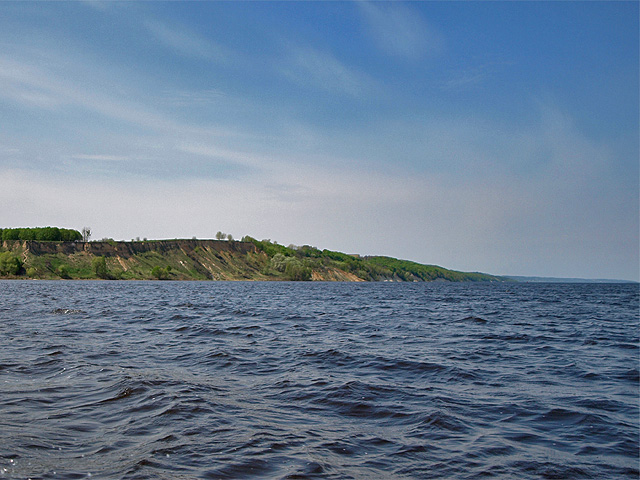
Берег Київського плато біля міста Ржищів (Київська область)

Букринський плацдарм

Київське плато — підвищена ділянка Придніпровської височини, яка лежить на правому березі Дніпра. Найвищою точкою Київського плато вважається висота, на якій лежить село Великий Букрин Миронівського району Київської області, відомий також в історії Другої світової війни як Букринський плацдарм — місце легендарної і водночас надзвичайно кровопролитної битви між радянськими та німецькими солдатами за цю стратегічну висоту. Висота Букринського плацдарму — 241 метр над рівнем моря.

## Географія
Київське плато тягнеться вузькою смугою на правому березі річки Дніпро, від північно-західної частини Києва до Канева Черкаської області. Крайньою південною точкою Київського плато вважається гирло річки Рось. Загальна протяжність з півночі на південь становить близько 180 км.

## Геоморфологія
Переважають ерозійні форми рельєфу: яри і балки. Відбувається денудаційне перенесення гірських порід річкою Дніпро. Найпоширенішими формами рельєфу є ті, що утворилися в результаті водної ерозії (флювіальні та гляціальні форми рельєфу, а також гравітаційні форми (зсуви та обвали — переважно на крайньому правому березі Дніпра), на формування яких впливає також і сила Коріоліса. Серед антропогенних форм рельєфу є типові середньовічні кургани (Дівич-Гора у селі Трипілля), а також залишки Змієвих Валів.

## Геологія
В основі тектонічної будови Київського плато лежить Український кристалічний щит. Ця структура є своєрідною його окраїною. Київське плато дуже бідне на промислово значимі корисні копалини. Є незначні поклади гончарної глини, мергелів та піску.

## Поверхневі води
Київське плато дуже посічене постійними водними потоками. Саме річки є головними рельєфоутворюючими факторами цієї місцевості. На Київському плато лежать гирла річок: Ірпінь, Либідь, Стугна, Красна, Бобриця, Сквирка, Леглич та Рось. Витоки річок: Росава, Росавка, Горохуватка. Найбільші озерні улоговини: озеро Кадьяк поблизу села Германівка, озеро Стрількове в урочищі «Калинове» біля селища Халеп'я та Великий Витачівський брід.

## Заповідні території
В межах Київського плато знаходиться Канівський Національний заповідник, урочище Калинове та городище древнього міста Святополч. Канівський заповідник вважається унікальною природоохоронною територією в Україні, де збереглися реліктові види рослин та понад 85 видів тварин, що занесені до Червоної книги України.

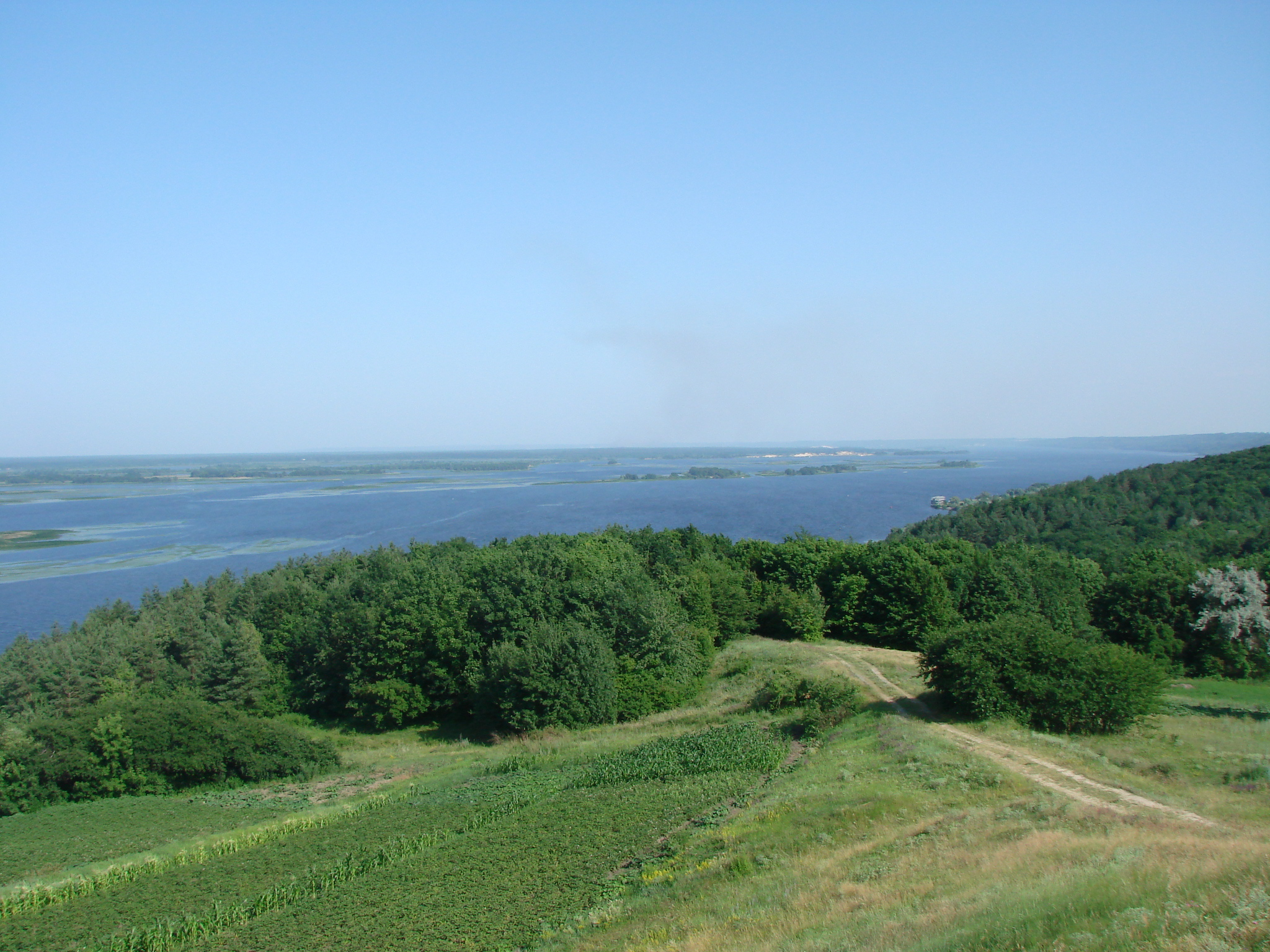
Київське плато. Берег Дніпра біля с. Витачів

## Історія
Київське плато вважається історичною серцевиною Древньоруської держави — Київської Русі. Центр розселення полян в VI–VIII ст. Найдревніші полянські поселення в межах Київського плато: Київ (заснований близько V століття), Вишгород (засн. бл. V ст.), Витичів (засн. бл. V ст.), Білогородка (засн. бл. IX ст.), Васильків (засн. 988), Трипілля (засн. 1032), Канів (засн. бл. 1080), Святополч (засн. 1096, та зруйнований у 1223), Ржищів (засн. 1151), та ін. Традиційно ці землі належали до Київського князівства (див. також Куявія).
Виявлено залишки поселень часів Трипільської , зарубинецької, черняхівської культур.